# Pierre Bodard de La Jacopière
Pierre-Henri-Hippolyte Bodard de la Jacopière (né le 12 avril 1758 à Craon et mort le 25 décembre 1826 dans la même ville) est un médecin et botaniste français.

## Biographie

### Origine
Il est issu d'une vieille famille bourgeoise de robe depuis longtemps établie en Anjou (famille de Bodard de La Jacopière). Il était le cadet. Très jeune encore, il vient à Paris et entre au contrôle des finances. Il pratique en loisirs la botanique.

### Botaniste
À Paris, Bodard était un assidu des cours d'Antoine-Laurent de Jussieu, alors démonstrateur de botanique au Jardin du Roi, avec lequel il se lie d'amitié. Il va aussi rendre visite à sa tante, la présidente Marie-Geneviève-Charlotte Thiroux d'Arconville, qui s'intéressait aussi à la botanique.
Bodard obtient ensuite une place lucrative à Marseille, où il a l'occasion d'étudier la flore méridionale. Il parcourt la Provence, le Languedoc, et les landes bordelaises. Il découvre aux environs de Bordeaux des plantes rares, la Simethis planifolia.

### Révolution française
Bodard est à Marseille pendant la Révolution française. Royaliste, il doit fuir Marseille pour Toulon, que les royalistes avaient livré aux anglo-espagnols. Bodard s'y réfugie avec sa jeune femme. Le 17 novembre 1793 († 1874), elle lui donne un fils qui reçoit les noms de Diego-Antoine-Jérôme-Marius, ce dernier sera anobli par Louis XVIII en 1821 en récompense de sa loyauté lors des insurrections vendéennes de 1815.
La place de Toulon doit capituler. Le 18 décembre 1793, 12 000 personnes se ruent dans le port, pour fuir. Bodard, pour sauver sa femme et son fils nouveau-né arrive au milieu de la flotte britannique qui refuse de les prendre à bord. Les fugitifs sont recueillis par le Guiscardo vaisseau napolitain de 74 canons. Le vaisseau fait relâche à Porto-Longone, dans l'île d'Elbe. Bodard et les siens sont charitablement accueillis par la famille Catalani.
Le 25 janvier 1794, le bateau arrive dans le port de Naples. Une colonie de réfugiés s'installe à Gaète. Bodard, passionné par l'Antiquité, parcourt les lieux. Bodard y pratique l'archéologie et les sciences naturelles.
Bodard reste deux ans à Gaète ; mais la santé de sa femme s'altère de plus en plus, et il résout d'aller chercher pour elle à Naples des soins plus éclairés. À Naples, il se lie avec le docteur Vincenzo Petagna, professeur de botanique à l'université. Il l'aide même à rédiger son ouvrage Dellia faculta dellie plante, Naples, 1796.
Appauvri par sa fuite, il doit se mettre à la recherche d'une position lucrative à Naples. Des amis lui procurent un brevet de major au service de l'ordre de Malte. Mais sa femme meurt, lui laissant la charge d'un orphelin de 3 ans. Ne voulant pas abandonner l'enfant, il demande un congé et lorsqu'il doit gagner son poste en 1798, Malte tombe au pouvoir des Français.
Les élections de l'an V en France indiquent des tendances royalistes. Bodard, exilé, prudemment, attend pour revenir en France et se rapprochant du nord de l'Italie, gagne Rome en 1796. Botaniste, il trouve plusieurs confrères dont il devient l'ami, comme Gaspard Xuarez et l'abbé Louis Charles François Petit-Radel.
Le 4 août 1797, Bodard est encore à Rome, car il herborise ce jour-là dans les ruines du Colisée, et dresse la liste des plantes sauvages du lieu. Bodard, après avoir reçu, en compagnie d'autres émigrés, la bénédiction de Pie VI, se dirige vers Pise. 
Après le Coup d'État du 18 fructidor an V, le chemin de la France lui est de nouveau fermé. Il rencontre à Pise le docteur de Bienville, médecin émigré comme lui, qui l'engage à étudier les sciences médicales. Bodard s'engage en qualité de lecteur chez un prince polonais exilé à Pise, le prince Rzewuski, et suit, le reste du temps, les cours de l'université.

### Botaniste et médecin
Bodard se fait agréger à l'Académie des Géorgophiles ou Société d'agriculture de Florence, et communique deux mémoires de botanique. Le premier concerne la Veronica cymbalaria. Le deuxième travail traite des plantes qu'il appelle hypocarpogées ; il prit comme exemples Arachis hypogea qu'il avait si longuement étudiée à Rome, de visu. Cet opuscule est remarqué et Henri-Alexandre Tessier en rend compte à l'Institut de France.
Ces recherches et son titre de docteur en médecine de la Faculté de Pise (25 mars 1799) lui donnent des relations avec les professeurs de l'Université de Pise, Giorgio Santi, titulaire de la chaire d'histoire naturelle, et son collaborateur Dom Gaetano Savi, Raddi, Vitman, professeur à Milan, etc. Il s'occupe de traduire en français le Voyage au Montamiatay de Georges Santi, traduction qui paraît à Lyon en 1802. Il publie également des traductions en langue italienne de deux ouvrages du docteur Voulonne, dont l'un, relatif à la valeur de la médecine active par rapport à la médecine expectante, avait été couronné par l'Académie des sciences, arts et belles-lettres de Dijon. Plus tard, il donne des versions italiennes de quelques volumes d'Octave de Ségur.
Bodard est attaché à l'hôpital Sainte-Claire de Pise, et il y multiplie les expériences sur son thème favori, l'étude des simples et leur substitution aux médicaments exotiques. Dès 1797, il essaie sans succès la Grande ciguë contre le cancer du sein ; et plus tard, avec un meilleur résultat, le remplacement de l'Ase fétide par un mélange d'extraits de pavot et de diverses plantes fétides.
En 1799, les troupes françaises envahissent la Toscane, et entrent dans Pise ; Bodard ne s'enfuit pas, il soigne ses compatriotes malades ou blessés qui encombrent l'hôpital de Pise ; il sauve la vie de l'adjudant-général Gauthier, gravement atteint ; le médecin en chef Andral s'intéresse également à son confrère exilé. Bodard est attaché comme médecin à l'état-major, et, en 1801, reprend avec les soldats le chemin vers la France.
Bodard étudie les plantes de la montagne, des fleurs de France. Il retrouve sa famille, et la présidente Thiroux d'Arconville.

#### Paris
Bodard s'installe à Paris et reprend l'exercice de la médecine : il habite d'abord 3, boulevard Saint-Denis, puis 56, rue du Faubourg-Poissonnière. Il est médecin légiste du Tribunal de la Seine, secrétaire de la Section d'histoire naturelle de la Société de médecine pratique de Paris, membre du Cercle médical séant au Collège de France, correspondant des Sociétés de médecine pratique de Montpellier, de Bordeaux, des Sociétés des Amis des arts d'Aix et d'Évreux, des Sciences et Lettres de Livourne, des Géorgophiles de Florence, de l'Ordre académique des Indefessi d'Alexandrie. 
Il effectue à partir de 1804, un cours public de botanique. En 1808, lors du blocus continental, la Société de médecine de Bordeaux met au concours la question suivante : Quelles sont les substances indigènes qui peuvent être substituées avec succès aux médicaments étrangers ?. Bodard envoie un mémoire qui obtint le second prix. 
En 1809, il met son cours sous le patronage du Ministre de l'Intérieur (27 mars 1809) et inaugure solennellement ses leçons dans la Salle de l'Athénée des Arts, à l'oratoire de la rue Saint-Honoré, le 28 août 1809. Les encouragements officiels ne lui manquent pas.
La Gazette de santé du 1er septembre 1809, indique que « Lundi dernier, le professeur Bodard a ouvert son cours de botanique médicale comparée dans la salle de l'Athénée des arts à l'Oratoire, à onze heures. Si un riche et vaste sujet, si une élocution facile, si un auditoire nombreux qu'embellissait encore cette portion du genre humain qui inspire à l'autre moitié l'amour du travail et de la gloire, si tous ces avantages réunis cautionnent des succès, nul cours n'aura plus de vogue que celui que nous annonçons ».

#### Pharmacopée
Il se fait l'apôtre de la pharmacopée nationale ; à chaque plante médicinale exotique, il opposait, dans ses leçons, tout un cortège d'espèces indigènes ; il prétendait que, dans plus de la moitié des cas, on peut substituer au quinquina, comme fébrifuge, la camomille ; on avait essayé, dans les Landes, la culture de l'arachide, et Bodard ne parlait rien moins que de lui faire supplanter le cacao.
Il avait demandé au Ministre de l'intérieur, Jean-Pierre de Montalivet, l'autorisation d'entretenir une correspondance officielle avec un ou deux médecins de chacun des 130 départements de l'Empire, à seule fin de propager ses doctrines et de découvrir, dans les végétaux européens, de nouvelles ressources thérapeutiques. Il recommande son tussilage au Comité médical de consultation gratuite du Xe arrondissement, et il importune Gaillard, un médecin de l'Hôtel-Dieu, pour qu'il essaie la camomille contre la fièvre tierce. 
En 1810, Bodard donne un exposé complet de ses théories dans son Cours de botanique médicale comparée. En 1816, il réédite un opuscule qu'il avait publié en 1807 sur la scrofule où il fait l'apologie du tussilage.
La levée du blocus continental porte un grand coup à la propagande du docteur Bodard, et les plantes étrangères retrouvent les bocaux des pharmaciens. Bodard se décide alors à revenir finir ses jours à Craon, probablement vers 1825, dans les domaines familiaux rachetés après la Révolution.
Il meurt au milieu de sa famille, le 25 décembre 1826. Son fils devint l'historien de son pays, l'auteur des Chroniques craonnaises.

## Sources partielles
: document utilisé comme source pour la rédaction de cet article.
- Alexandre Boreau, « Notice historique sur la vie et les travaux de P.-H. H. Bodard de la Jacopière », Mémoires de la Société académique de Maine-et-Loire, Angers, 1860, t. VIII, p. 24 et suivantes.
- Bodard de la Jacopière, Chroniques craonnaises, Le Mans, 1871, p. 370.
- « Pierre Bodard de La Jacopière », dans Alphonse-Victor Angot et Ferdinand Gaugain, Dictionnaire historique, topographique et biographique de la Mayenne, Laval, A. Goupil, 1900-1910 [détail des éditions] (BNF 34106789, présentation en ligne)
- Paul Delaunay, Vieux médecins mayennais
- Dictionnaire des scientifiques de Touraine, Académie des sciences, arts et belles-lettres de Touraine, 2017